# 高村站 (京畿道)
高村站（：／ Gochon yeok */?）是金浦都市輕軌沿線的一座地下車站，位於韓國京畿道金浦市高村邑新谷里。

## 車站結構
站體構造為2面2線側式月台的地下車站，候車月台設有月台幕門，並有2處出口。

### 月台配置
| 豐舞 ↑     |
| \| 上      |
| ↓ 金浦機場 |

| 月台 | 路線          | 目的地       |
| ---- | ------------- | ------------ |
| 上行 | ●金浦都市鐵道 | 陽村方向     |
| 下行 | ●金浦都市鐵道 | 金浦機場方向 |

## 歷史
- 2019年9月28日：落成啟用。

## 車站周邊
- 高村郵局
- 高村119消防安全中心
- 高村派出所
- 高村近鄰公園
- 金浦新谷中學
- 新谷初等學校
- 高村初等學校

## 相鄰車站
金浦都市鐵道
●金浦都市鐵道
豐舞（G107）－高村（G108）－金浦機場（G109）